# The Real McKenzies
The Real McKenzies sind eine Folk-Punk-Band aus Vancouver, British Columbia, Kanada, die ihre schottische Identität mitvermarkten.

## Bandgeschichte
Der schottische Begriff Ceilidh (ausgesprochen wie käi-lie) bezeichnet den Hauptgrund, aus dem sich die Real McKenzies gründeten, und ist ihre wichtigste Inspirationsquelle. Ceilidh, so die McKenzies, ist ein gälisches Wort für „eine verrückte Party, die sich über mehrere Tage erstreckt.“
Gegründet wurden die McKenzies 1992 von Frontmann Paul McKenzie, der seine Familie als weitere Motivation anführt: „Als kleiner Junge haben mich meine Eltern und Großeltern in einen Kilt gesteckt und mich zum Singen und Tanzen zu traditioneller schottischer Musik angehalten. Eine schottische Punkband ins Leben zu rufen war meine Art der Rache!“.
Während ihrer Live-Show tragen sie Kilts, Kniestrümpfe (hoses) und Sporran.
Die Real McKenzies bestritten zahlreiche Tourneen durch Nordamerika und Europa. Sie haben mit Rancid, NOFX, Bad Religion, Shane MacGowan, Flogging Molly, The Bay City Rollers, The Briefs und vielen anderen getourt und Shows gespielt.

## Diskografie
- 1995: Real McKenzies
- 1998: Clash of the Tartans
- 2000: Fat Club (EP)
- 2001: Loch’d and Loaded
- 2002: Pissed Tae Th’ Gills (Live)
- 2003: Oot & Aboot
- 2005: 10,000 Shots
- 2008: Off the Leash
- 2010: Shine Not Burn (Live)
- 2012: Westwinds
- 2015: Rats in the Burlap
- 2017: Two Devils Will Talk
- 2020: Beer and Loathing
- 2022: Float Me Boat (Greatest Hits)
- 2022: Songs of the Highlands, Songs of the Sea

## Bilder

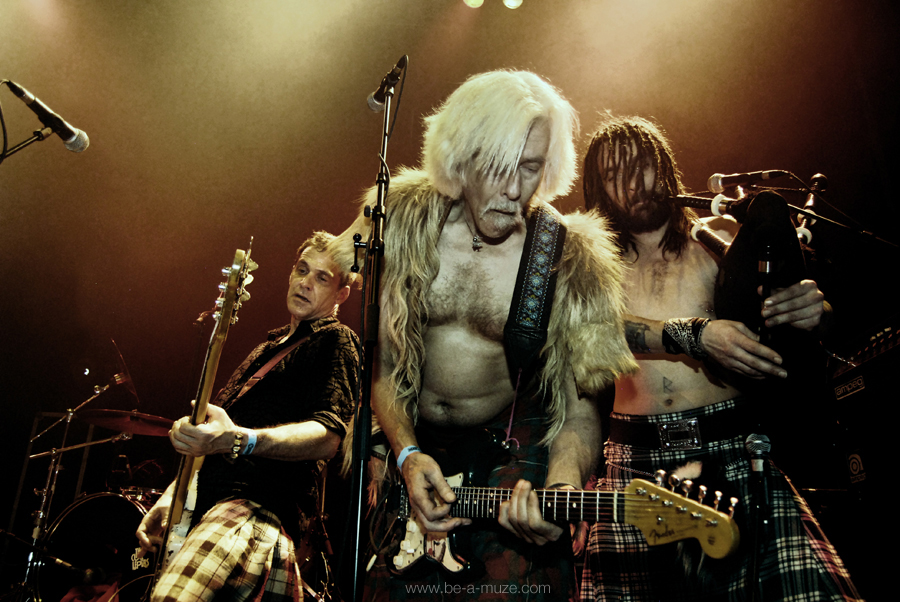
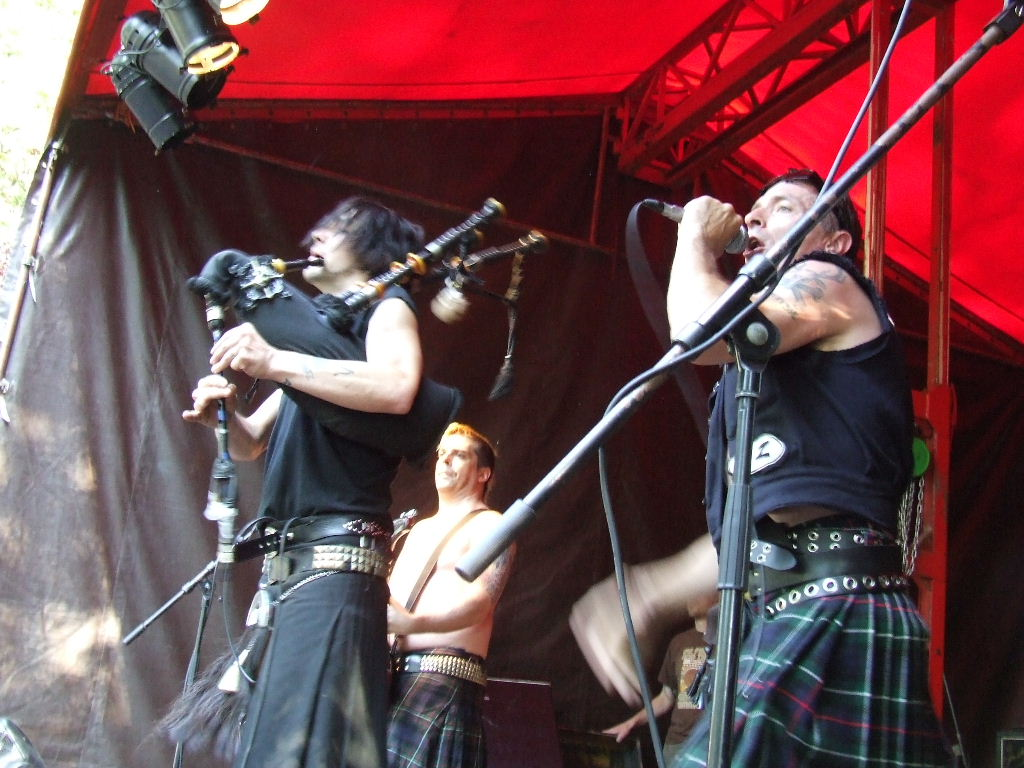
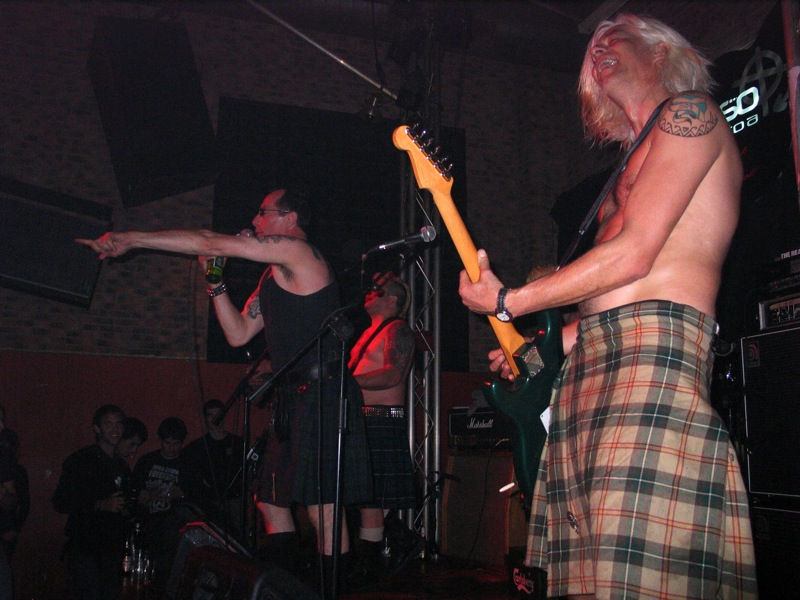